# 칼림바 마리찰

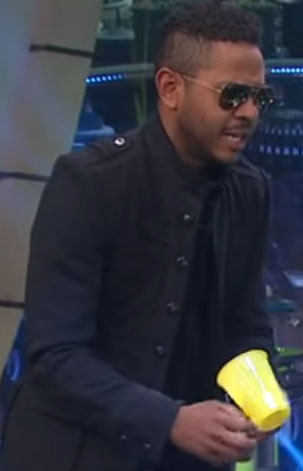

칼림바 마리찰 이바르(스페인어: Kalimba Marichal Ibar, 1982년 7월 26일 - )는 멕시코의 가수이다. 멕시코 시티에서 태어났다. 칼림바는 아프리카계 멕시코인이다.